# A Piece of Your Mind
A Piece of Your Mind (hangul: 반의 반; rr: Ban-ui Ban) é uma série de televisão sul-coreana de 2020 estrelada por Jung Hae-in, Chae Soo-bin, Lee Ha-na e Kim Sung-kyu. Foi ao ar na tvN de 23 de março a 28 de abril de 2020.

## Sinopse
Um drama romântico entre Moon Ha-won (Jung Hae-In) e Han Seo-woo (Chae Soo-Bin). Moon Ha-won é um programador de IA e fundador da AH Company. Ele é uma pessoa de personalidade forte e de bom coração. Enquanto isso, Han Seo-woo trabalha como engenheira de áudio de música clássica. Sua vida é instável devido não possuir uma família ou casa, mas ela é uma pessoa positiva.

## Elenco

### Principal
- Jung Hae-in como Moon Ha-won[8][9]
  - Nam Da-reum como Moon Ha-won jovem

Um programador de inteligência artificial que fundou a empresa AH. Ele leva seu trabalho muito a sério, embora raramente fique bravo, e é conhecido por ser uma pessoa gentil. Seu amor não correspondido é Kim Ji-soo, que também é sua amiga de infância. Mais tarde, ele se apaixona por Han Seo-woo.
- Chae Soo-bin como Han Seo-woo[10]

Uma engenharia de áudio clássica que tem uma personalidade positiva e brilhante, apesar de seus problemas familiares e sociais. Ela se dá muito bem com Kim Ji-soo. Mais tarde, ela se apaixona por Ha-won.
- Lee Ha-na como Moon Soon-ho[11]

Jardineira e neta de Moon Jung-nam, o diplomata que patrocinou Ha-won. Ela cuida do jardim de flores da avó. Ela chama Ha-won de tio, embora eles tenham quase a mesma idade.
- Kim Sung-kyu como Kang In-wook[12]
  - Lee Se-jin como Kang In-wook jovem

Um pianista aclamado por apreciadores de música por sua arte e habilidade, mas não é amplamente reconhecido pelo público. Ele é o marido de Ji-soo.

### De apoio
- Kim Jeong-woo como Kim Hoon[13]
- Woo Ji-hyun como Bae Jin-hwan
- Lee Sang-hee como Jeon Eun-joo
- Kang Bong-sung como Kim Chang-seop
- Kim Nu-ri como Choi Soo-ji
- Ye Soo-jung como Eun Soo-jung
- Kim Bo-yeon como Moon Jeong-nam
- Lee Seung-joon como Choi Jin-moo[14]
- Park Ju-hyun como Kim Ji-soo
- Lee Jung-eun como Kim Min-jung

### Participações especiais
- Jang Hye-jin como a mãe de Han Seo-woo[15]

## Produção
Devido à queda nos números de audiência, e da tvN ter registrado sua audiência mais baixa em dois anos durante seu horário de segunda-feira a terça-feira, foi anunciado em 8 de abril de 2020 que a série seria encurtada em 4 episódios, com 12 sendo o número total de episódios.

## Trilha sonora

### Parte 1
| Lançado em 31 de março de 2020 |                       |                         |                     |                |         |  |
| N.º                            | Título                | Letras                  | Música              | Artista        | Duração |  |
| 1.                             | "Slowly Fall"         | Nam Hye-seung Jello Ann | Nam Hye-seung B.a.B | Ha Hyun-sang   | 4:01    |  |
| 2.                             | "Slowly Fall" (Inst.) |                         | Nam Hye-seung B.a.B |                | 4:01    |  |
| Duração total:                 | Duração total:        | Duração total:          | Duração total:      | Duração total: | 8:02    |  |

### Parte 2
| Lançado em 6 de abril de 2020 |                         |                         |                     |                |         |  |
| N.º                           | Título                  | Letras                  | Música              | Artista        | Duração |  |
| 1.                            | "Rain or Shine"         | Nam Hye-seung Jello Ann | Nam Hye-seung B.a.B | Elaine         | 4:22    |  |
| 2.                            | "Rain or Shine" (Inst.) |                         | Nam Hye-seung B.a.B |                | 4:22    |  |
| Duração total:                | Duração total:          | Duração total:          | Duração total:      | Duração total: | 8:44    |  |

### Parte 3
| Lançado em 14 de abril de 2020 |                                  |                                        |                           |                |         |  |
| N.º                            | Título                           | Letras                                 | Música                    | Artista        | Duração |  |
| 1.                             | "Think It's You" (너라고 생각해) | Jung Joon-il Nam Hye-seung Park Jin-ho | Nam Hye-seung Park Jin-ho | Jung Joon-il   | 4:20    |  |
| 2.                             | "Think It's You" (Inst.)         |                                        | Nam Hye-seung Park Jin-ho |                | 4:20    |  |
| Duração total:                 | Duração total:                   | Duração total:                         | Duração total:            | Duração total: | 8:40    |  |

### Parte 4
| Lançado em 21 de abril de 2020 |                                               |                  |                  |                 |         |  |
| N.º                            | Título                                        | Letras           | Música           | Artista         | Duração |  |
| 1.                             | "Who I Strolled With" (함께 발을 맞춰 거닐던) | DOKO Son Jae-min | DOKO Son Jae-min | Poetic Narrator | 3:10    |  |
| 2.                             | "Who I Strolled With" (Inst.)                 |                  | DOKO Son Jae-min |                 | 3:10    |  |
| Duração total:                 | Duração total:                                | Duração total:   | Duração total:   | Duração total:  | 6:20    |  |

## Audiência
| Temporada | Temporada | Ep. 1 | Ep. 2 | Ep. 3 | Ep. 4 | Ep. 5 | Ep. 6 | Ep. 7 | Ep. 8 | Ep. 9 | Ep. 10 | Ep. 11 | Ep. 12 | Audiência |
| --------- | --------- | ----- | ----- | ----- | ----- | ----- | ----- | ----- | ----- | ----- | ------ | ------ | ------ | --------- |
|           | 1         | 553   | 448   | N/A   | N/A   | N/A   | N/A   | N/A   | N/A   | N/A   | N/A    | N/A    | N/A    | N/A       |

| 1 | 23 de março de 2020 | 2.449% |
| 2 | 24 de março de 2020 | 2,122% |
| 3 | 30 de março de 2020 | 1,539% |
| 4 | 31 de março de 2020 | 1,272% |
| 5 | 6 de abril de 2020  | 1,451% |
| 6 | 7 de abril de 2020  | 1,178% |
| 7 | 13 de abril de 2020 | 1,197% |
| 8 | 14 de abril de 2020 | 1,122% |
| 9 | 20 de abril de 2020 | 1,150% |
| 10 | 21 de abril de 2020 | 1,114% |
| 11 | 27 de abril de 2020 | 1.050% |
| 12 | 28 de abril de 2020 | 1,214% |
| Média | Média               | 1.405% |
| - Na tabela acima, os números em azul representam a audiência mais baixa e os números em vermelho representam a audiência mais alta. |                     |        |